# یولیا لئوردا
یولیا لئوردا (به انگلیسی: Iulia Leorda؛ زادهٔ ۱۸ ژوئیهٔ ۱۹۹۴) یک کشتی‌گیر آزادکار کشور مولداوی است.
از افتخارات وی می‌توان به کسب مدال نقره مسابقات قهرمانی کشتی جهان ۲۰۲۱ اشاره کرد.